# Franciszek Jankowski
Franciszek Jankowski (ur. 13 marca 1904 w Bottrop, zm. w 1956) - działacz polonijny w Niemczech, nauczyciel, publicysta.

## Życiorys
Urodził się w rodzinie górnika, polskiego emigranta. Szkołę średnią kończył w Essen, następnie rozpoczął studiowanie filologii angielskiej i francuskiej na Uniwersytecie Wrocławskim. Po ukończeniu studiów w roku 1935 pracował jako nauczyciel w gimnazjach we Wrocławiu i Brzegu. Działał w licznych organizacjach polonijnych w Niemczech okresu międzywojennego:  Związku Polaków w Niemczech, Silesia Superior (od 1930) i Związku Akademików Polaków w Niemczech. Był także kierownikiem szkoły polskiej w Sadłukach na Powiślu. Po odebraniu przez władze niemieckie prawa do nauczania przeniósł się do Berlina gdzie pracował w redakcji "Małego Polaka w Niemczech". Prowadził w tej gazecie rubrykę "Wujaszek Franek" zawierającym korespondencje z dziećmi polskimi z terenów Niemiec. W latach 1937–1939 pracował jako nauczyciel języków obcych w polskim gimnazjum w Bytomiu. Na krótko przed wybuchem wojny w obawie przed aresztowaniem uciekł do Polski. W czasie wojny pracował w dalszym ciągu jako nauczyciel języków obcych. Ostatnie dni wojny spędził we Wrocławiu. W 1945 był organizatorem Pierwszego Liceum Ogólnokształcącego i Gimnazjum we Wrocławiu i jej dyrektorem. Szkołą tą kierował do roku 1949, wkrótce potem wyjechał na stałe do Niemiec, gdzie ponownie działał w organizacjach polonijnych.